# بوکووو (استان اوپوله)
بوکووو (به لهستانی:  Bukowo) یک روستا در لهستان است که در گمینا موروو واقع شده‌است.